# Difficile est longum subito deponere amorem
Il verso Difficile est longum subito deponere amorem (è difficile uscire nell'immediato da un amore durato a lungo) è di Catullo (LXXVI, 13). 
Catullo si riferisce al proprio sfortunato amore per colei che canta col nome di Lesbia: la loro relazione, infatti, durò a lungo, tra alti e bassi, nonostante la donna fosse sposata, anche se non felicemente. Il poeta con questo esametro confessa a se stesso e agli dei cui sta rivolgendosi, chiedendo pietà e comprensione, di non essere in grado di dimenticare ciò che è stato e che per lui ha avuto un enorme valore. Non si tratta, in effetti, tanto di una questione di tempo, come sembrerebbe voler suggerire la scelta delle parole nel verso, quanto di volontà. È, infatti, la volontà di dimenticare che difetta al poeta.
La frase, decontestualizzata, può significare semplicemente che un vero sentimento d'amore continua per molto tempo, anche quando il rapporto che su di esso s'è costruito s'è rotto. 